# Trevejos
Trevejos es una entidad de población perteneciente al municipio de Vilaflor de Chasna, en la isla de Tenerife —Canarias, España—.

## Características
Está situado a unos tres kilómetros del casco urbano de Vilaflor, alcanzando una altitud media de 1.639 m s. n. m.
Se trata de un caserío agrícola muy disperso. Posee una superficie de unos 15 km², gran parte de la cual se corresponde con una área natural incluida en los espacios naturales protegidos de Corona Forestal e  Ifonche.

## Demografía
| Año        | 2000 | 2001 | 2002 | 2003 | 2004 | 2005 | 2006 | 2007 | 2008 | 2009 | 2010 | 2011 | 2012 | 2013 | 2014 |
| ---------- | ---- | ---- | ---- | ---- | ---- | ---- | ---- | ---- | ---- | ---- | ---- | ---- | ---- | ---- | ---- |
| Habitantes | 25   | 29   | 45   | 53   | 53   | 57   | 52   | 51   | 41   | 43   | 41   | 41   | 43   | 38   | 31   |

## Comunicaciones
Se llega al barrio principalmente por la carretera general de La Camella-Vilaflor TF-51.

### Transporte público
En autobús —guagua— queda conectado mediante las siguientes líneas de TITSA:
| Línea | Trayecto                                          | Recorrido                                                          |
| ----- | ------------------------------------------------- | ------------------------------------------------------------------ |
| 342   | Costa Adeje - Las Cañadas del Teide - El Portillo | Horario/Línea                                                      |
| 474   | Granadilla de Abona - La Escalona                 | Horario/Línea Archivado el 1 de agosto de 2016 en Wayback Machine. |
| 482   | Los Cristianos - Vilaflor (por Arona)             | Horario/Línea                                                      |